# Lomnjicki štit
Lomnjicki štit je, sa svojih 2 632 metra, treći vrh po visini Slovačke, planinskog lanca Tatra i celih Karpata, no, do 19. Veka bio je smatran najvišim.
Lomnjicki štit je jedini vrh na Visokim Tatrama do koga se moglo doći pomoću žičare i zahvaljujući njoj tamo je bilo moguće smestiti astronomsku opservatoriju i meteorološku  stanicu. Ona beleži najnižu prosečnu godišnju temperaturu od -3,2 stepena Celzijusa u Slovačkoj.
U središtu je slovačkog nacionalnog parka Tatri i penjanje do vrha, relativno teško naročito na zapadnoj strani koja je osvojena tek 1929.g., posebno je zahtevala vodiča za visoke uspone.

## Geografija
Lomnjicki štit se nalazi u centralnom delu severa zemlje, zapadno od okruga grada Poprad i na 90 km severozapadno od drugog grada po veličini, Košice, a  na 250 km severoistočno od prestonice Bratislave. Granica sa Poljskom se prostire na 9 km na zapadu i Krakov je udaljen  100 km severno.

## Flora i fauna
Budući da je ovo najviši vrh planinskog lanca, tu upoznajemo 5 vegetacijskih vrsta. Pored raznovrsnog biljnog sveta, tamo nailazimo na pravo bogatstvo i životinjskog sveta Visokih Tatri ( dovokoze, mrmoti, braon medved, vuk, ris, divlja mačka i zmija šarka.

## Istorija
Prvi koji je krenuo u osvajanje Lomnjickog štita bio je prodavac obuće i maloletni amater Jakub Fabry, mada je prvi zvanični uspon ostvario 16.avgusta 1793.g. lekar i prirodnjak, škotlandjanin Robert Townson tokom svog putovanja kroz austrijsku carevinu.
Početkom 19.veka, Lomnjicki štit je postao odredište alpinista, a posebno zapadni zid koji je osvojen tek 1929. U to doba je započeta izgradnja žičara ka glavnim vrhovima Visokih Tatri od kojih realozovana jedino ova na Lomnjickom štitu. Na izradi projekta radio je slovački arhitekta Dušan Jurkovič. Radovi su započeli 1936.na deonici izmedju Tatranske Lomnjice i Skalnate Plesa, ali su obustavljeni zbog vremenskih uslova i političkih promena, tako da je 1940. Slovačka država preuzela na sebe završetak radova na drugoj etapi deonice izmedju Skalnate plesa i vrha. 27.januara 1945, nemačka vojska je u povlačenju pokušala bezuspešno da uništi instalacije na Lomnjickom štitu, naročito opservatoriju, svečano otvorenu 2 godine ranije. 15.septembra 1973.g., nesrećno kidanje kabla na žičari izmedju Tatranske Lomnice i Skalnate plesa otkačilo je i prvu kabinu koja je pala 130m pre poslednje stanice i prouzrokavala smrt jedne osobe.

## Literatura
- s.r.o., Mapa Slovakia Plus (2007). Slovenská Republika zemepisný atlas. Čeman, Róbert. Mapa Slovakia Plus. ISBN 978-80-8067-138-9. OCLC 676869357.